# Please Give
Please Give (bra: Sentimento de Culpa; prt: Encontros em Nova Iorque) é um filme independente de humor negro de 2010 escrito e dirigido por Nicole Holofcener e estrelado por Catherine Keener. É o quarto filme que Keener e Holofcener fizeram juntos. O filme também é estrelado por Amanda Peet, Oliver Platt, Rebecca Hall, Lois Smith, Elizabeth Keener, Kevin Corrigan e Ann Guilbert. Este também foi o último papel de Guilbert no cinema antes de sua morte em 2016.

## Sinopse
Na cidade de Nova York, marido e mulher brigam com as netas da senhora que mora no apartamento do casal.[carece de fontes?]

## Elenco
- Catherine Keener como Kate
- Oliver Platt como Alex
- Ann Morgan Guilbert como Andra
- Amanda Peet como Mary
- Rebecca Hall como Rebecca
- Elizabeth Keener como Cathy
- Sarah Steele como Abby

## Lançamento
Please Give foi exibido fora da competição no 60º Festival Internacional de Cinema de Berlim e teve um lançamento limitado nos EUA em 30 de abril de 2010.

## Recepção
No Rotten Tomatoes, o filme tem um índice de aprovação de 87%, com base em 141 avaliações com uma classificação média de 7,45/10. O consenso dos críticos do site diz: "O mais novo de filme Nicole Holofcener pode parecer insignificante em alguns lugares, mas sua representação de personagens complexos em uma paisagem econômica conflitante é variada, natural e comovente da mesma forma".